# Großer Ehberg
Der Große Ehberg ist ein 339,6 m ü. NHN hoher Berg im Kreis Lippe. Er zählt zu den Gipfeln im Teutoburger Wald.

## Lage
Der Berg befindet sich an der nördlichen Grenze zwischen Augustdorf und südlich des Detmolder Stadtteils Pivitsheide V.L. Die Grenze verläuft über den Gipfel.
Der Westhang fällt steil zur Dörenschlucht, die einen flachen Übergang über den Teutoburger Wald von Lippe in die Senne bildet, ab. Hier befinden sich ein Steinbruch und eine Deponie. Im Osten ragt der Allhornberg mit einer Höhe von 316 m ü. NHN empor.

## Sonstiges
- Auf den Ehberg führen mehrere Wanderwege, wovon ein Weg über den Kamm verläuft. Von seinem Kamm aus kann man Teile der Westfälischen Bucht überblicken, da der Gipfel und die Südflanke nur spärlich bewaldet sind. An seinem Nordhang führt der Hermannsweg, am Südhang der Lönspfad vorbei.
- Neben dem Großen Ehberg gibt es zwei weitere Gipfel mit ähnlichem Namen: 1,7 km nordwestlich befindet sich der Kleine Ehberg mit einer Höhe von 217 m ü. NHN, an dessen Hang der Rethlager Bach entspringt, und 2,3 km nordöstlich der Kahle Ehberg mit einer Höhe von 224 m ü. NHN, an dessen Fuß das Hasselbachtal und das Hiddeser Bent liegen.